# Фероселадоніт
Фероселадоніт (англ. ferroceladonite) — мінерал класу силікатів, група слюд..

## Загальний опис
Хімічна формула: K(Fe2+,Mg)(Fe3+,Al)(Si4O10)(OH)2. Містить (%): К — 9,74; Fe — 13,92; Si — 27,99; H — 0.50; О — 47,84. Мікроскопічні кристали видимі тільки під мікроскопом. Колір темно-блакитний, зелений. Риса блідо-зелена. Твердість 2–2,5. Густина 3,05. Напівпрозорий. Блиск земляний. Осн. нахідка Гоконі Гілз, Нова Зеландія (Hokonui Hills, Southland, New Zealand). Назва за хімічним складом мінералу.